# Jeffrey Williams
Jeffrey Nels Williams (Superior, 18 de enero de 1958) es un oficial retirado del Ejército de los Estados Unidos y un astronauta de la NASA. Es un veterano de cuatro vuelos espaciales y anteriormente tuvo el récord estadounidense por la mayoría de días  en el espacio, récord que fue superado en abril de 2017 por su colega Peggy Whitson. Todavía sostiene el récord del tiempo más largo en el espacio para un hombre estadounidense.

## Biografía
Williams nació en Superior, Wisconsin, y se crio en Winter, Wisconsin. Siendo niño, alcanzó el nivel Estrella en los Boy Scouts de América. Williams se graduó de la preparatoria en Winter, Wisconsin, en 1976. Recibió el título de grado de ingeniero de la Academia Militar de los Estados Unidos en 1980, recibiendo su comisión en el Ejército de los Estados Unidos. Williams sirvió con el Ejército en el Centro Espacial Lyndon B. Johnson de 1987 a 1992 antes de entrenar como piloto de pruebas. En 1996, fue seleccionado por la NASA como candidato a astronauta y voló como especialista de misión e ingeniero de vuelo a bordo del transbordador espacial Atlantis en la misión STS-101 en el año 2000.

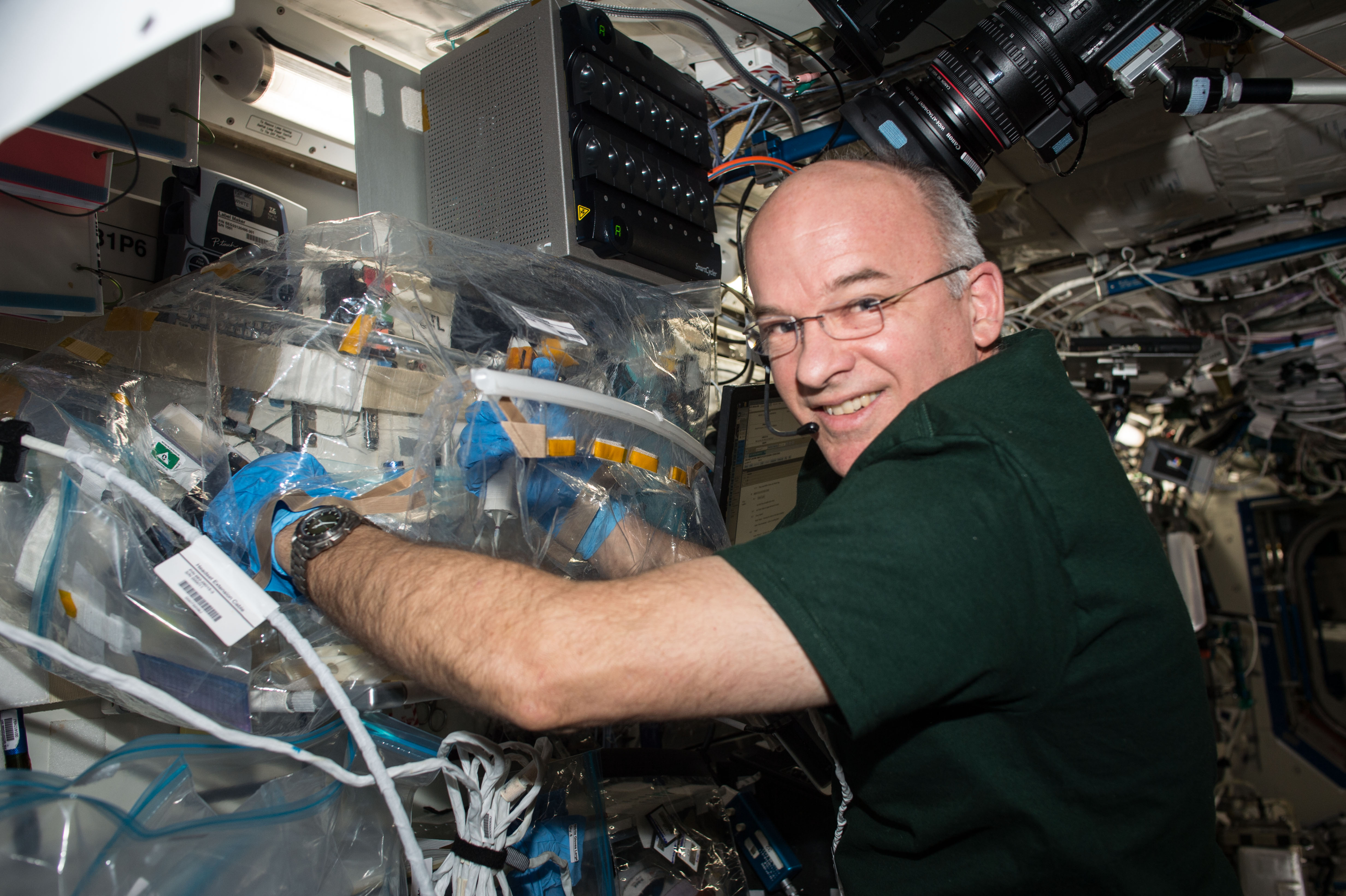
Williams trabajando en el Laboratorio Destiny.

## Carrera en la NASA
En julio de 2002, Williams sirvió como comandante de la misión NEEMO 3 a bordo del laboratorio submarino Aquarius, viviendo y trabajando bajo el agua durante seis días.
Durante su estadía de seis meses en la Estación Espacial Internacional en 2006, Williams orbitó la Tierra más de 2.800 veces. Durante la Expedición 13, trabajó en cientos de experimentos, realizó dos caminatas espaciales y capturó más fotografías de la Tierra que cualquier otro astronauta de la historia.
Williams también sirvió como ingeniero de vuelo para la Expedición 21 y asumió como comandante de la Expedición 22 en noviembre de 2009, arribando a la Estación Espacial Internacional con sus compañeros en la Soyuz TMA-16 que se lanzó el 30 de septiembre de 2009. Tras la Expedición 22 Williams, regresó a la tierra con el ingeniero de vuelo Maksim Suráyev, aterrizando en las estepas de Kazajistán el 18 de marzo de 2010, terminando una estancia de 167 días a bordo de la Estación Espacial.

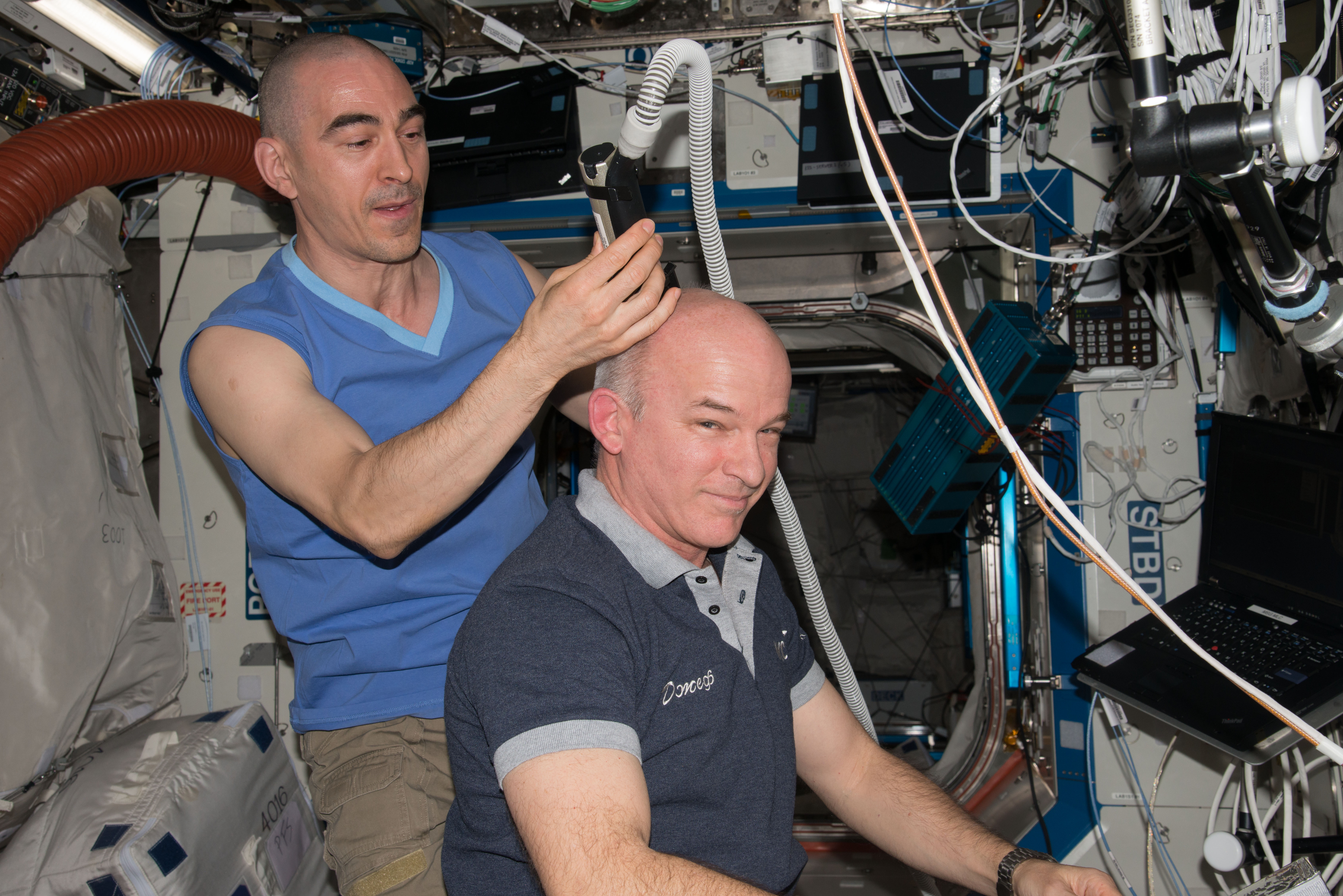
Williams recibe un corte de pelo de parte del cosmonauta Anatoli Ivanishin.

En la Expedición 47, Williams superó el récord de Scott Kelly de 520 días acumulados en espacio, récord que fijó Kelly cuando volvió del espacio el 1 de marzo de 2016; Williams superó este récord al cumplir 534 días acumulados.
Williams también voló a bordo de la misión Soyuz TMA-8 de la Expedición 12, en sustitución del astronauta William S. McArthur. Anteriormente estaba en órbita como el Ingeniero de vuelo y Oficial de Ciencia de la Expedición 13 a bordo de la Estación Espacial Internacional. Regresó a la Tierra el 28 de septiembre de 2006.

## Primer Tuit en vivo del espacio
El 21 de octubre de 2009, Williams y su compañera de la Expedición 21, Nicole P. Stott, participaron desde la ISS en el evento social "NASA Tweetup", donde miembros del público se reunieron en la sede de la NASA en Washington D. C. para realizar preguntas. Esto implicó la primera conexión de internet en vivo para los astronautas, donde los astronautas respondieron vía Twitter. Anteriormente, los astronautas a bordo del Transbordador Espacial o ISS tenían que comunicar sus tuits al Control de misión, donde finalmente los controladores publicaban en Twitter mediante una conexión regular a internet.

## Expedición 47/48
Williams volvió a la Estación Espacial en 2016 como parte de la Expedición 47/48. Tras el regreso a la tierra de la Soyuz TMA-19M, Williams se convirtió en comandante de la Expedición 48. A partir del 23 de agosto de 2016 Williams obtuvo el récord estadounidense para la mayoría de los días acumulados en el espacio con un total de 534 días. Williams volvió exitosamente a la tierra el 6 de septiembre de 2016.

## Vida personal
Williams es un cristiano. Después de su regreso de la Expedición 21, escribió el libro The Work of His Hands: A View of God's Creation from Space (El trabajo de Sus Manos: Una vista de la creación de Dios desde el espacio), sobre su experiencia en el espacio. El libro refleja, en palabras de Williams, "las vivas lecciones sobre la bondad meticulosa de la providencia Divina, el cuidado de Dios para Su creación, y Su sabiduría al ordenar el universo."